# Tamulte de las Sabanas
Tamulte de las Sabanas är en ort i Mexiko.   Den ligger i kommunen Centro och delstaten Tabasco, i den sydöstra delen av landet, 700 km öster om huvudstaden Mexico City. Tamulte de las Sabanas ligger 13 meter över havet och antalet invånare är 8 295.
Terrängen runt Tamulte de las Sabanas är mycket platt. Runt Tamulte de las Sabanas är det tätbefolkat, med 427 invånare per kvadratkilometer. Närmaste större samhälle är Pomoca, 19,9 km sydväst om Tamulte de las Sabanas. Trakten runt Tamulte de las Sabanas består till största delen av jordbruksmark.